# Гідеон Юнг
Гідеон Юнг (нім. Gideon Jung, нар. 12 вересня 1994, Дюссельдорф, Німеччина) — німецький футболіст, опорний півзахисник клубу «Гройтер Фюрт».

## Ігрова кар'єра

### Клубна
Гідеон Юнг народився у місті Дюссельдорф. На професійному рівні у футболі дебютував у клубі «Рот-Вайс» у Регіональній лізі восени 2013 року.
У липні 2014 року Юнг перебрався у клуб «Гамбург». Але перший сезон футболіст провів у другому складі, що виступає у Регіональній лізі. Дебют на вищому рівні футболіста відбувся у першому турі сезону 2015/16. У складі «Гамбурга» Юнг провів ісм сезонів, зігравши понад сто матчів.
Вілтку 2021 року як вільний агент Гідеон Юнг перейшов до клубу «Гройтер Фюрт», з яким підписав контракт до літа 2023 року.

### Збірна
У 2015 та 2016 роках Гідеон Юнг отримував виклики до молодіжної збірної Німеччини. Але кожного разу вийти на поле футболісту завадила травма. У 2017 році Юнг взяв участь у молодіжній першості Європи в Польщі, де команда Німеччини виборола золоті нагороди.

## Титули
Німеччина (U-21)
 Чемпіон Європи: 2017